# Museo Etnográfico Liste
El Museo Etnográfico Liste de Vigo acoge una colección de más de 2 000 piezas de la cultura material y espiritual de Galicia, y que recorre de forma monográfica el patrimonio gallego de los oficios artesanales, muchos de ellos ya desaparecidos, el trabajo agrícola tradicional y abundantes ejemplos de la religión y de la medicina populares. Fue fundado en 1999 y declarado de interés cultural ese mismo año. En 2001 pasó a integrarse en el Consejo Gallego de Museos. En enero de 2012 se anuncia su cierre temporal, volviendo a abrir en el mes de noviembre de ese mismo año.

## Historia
Nació como una colección privada de Olimpio Javier Liste Regueiro (Pontevedra 1932-2013), maestro de escuela especializado en la educación de personas ciegas, dedicándose durante décadas, a nivel particular, a la recogida de material etnográfico de todo tipo por toda Galicia, ayudado por su señora Josefina Fernández Mosquera. Fue fundador y primer director del primer museo etnográfico de Galicia, el Museo Etnográfico Olimpio Liste de Oseira (Orense), fundado en 1972.
La influencia de su actividad profesional se manifiesta especialmente en organizar diversas muestras y exposiciones pensadas en ser comprensibles por invidentes.

## El Museo
Está situado en el número 22 de la calle Pastora, en un edificio propiedad del Ayuntamiento de Vigo, el chalet Barreras, cedido a la Fundación Liste, entidad nacida el 15 de junio de 1999. El edificio corresponde a una vivienda tradicional de mediados del siglo XX, con una superficie útil de casi 600 m² distribuidos en cuatro plantas.

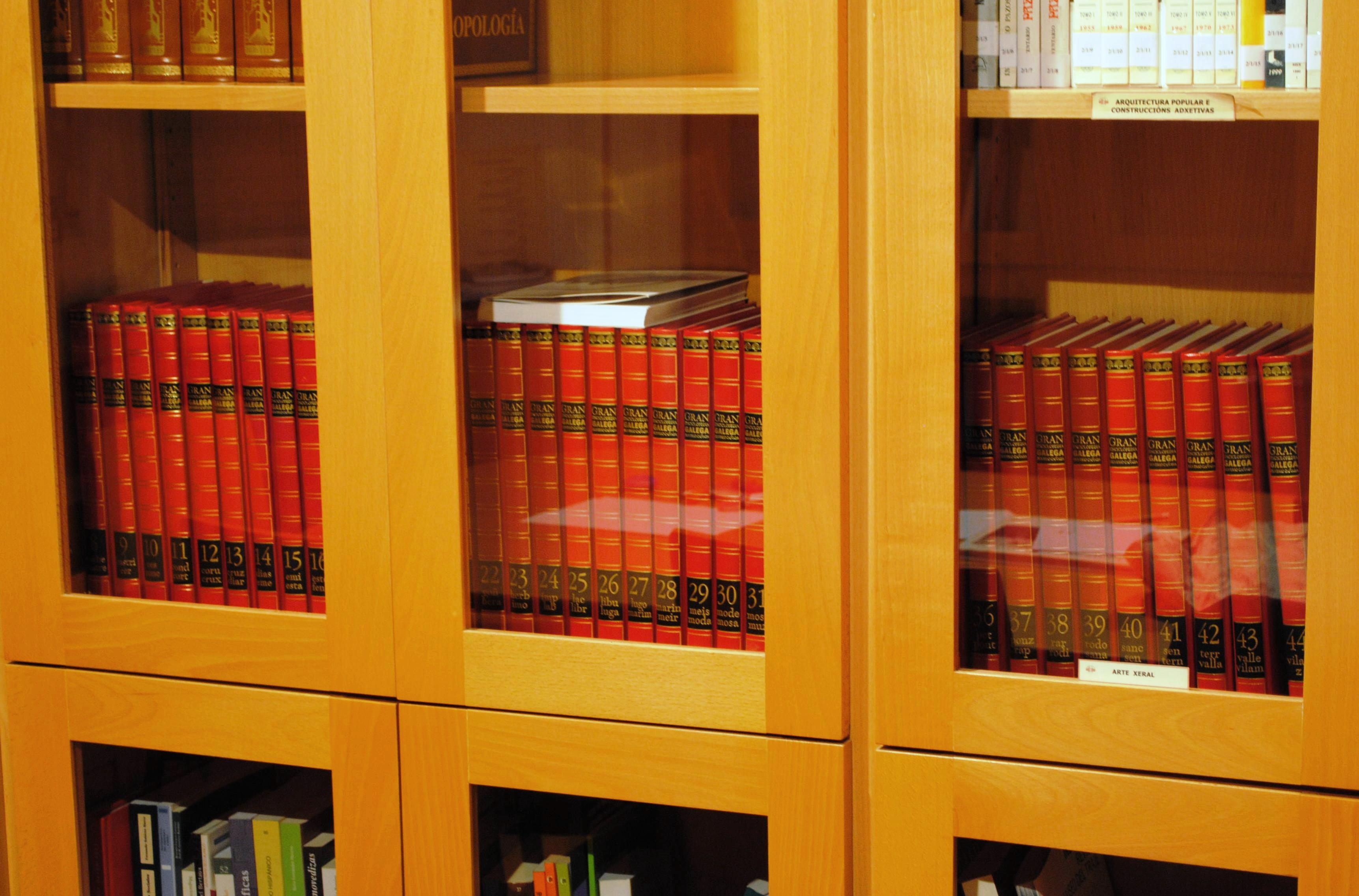
Colección de la GEG en la biblioteca del museo.

La colección etnográfica se expone a través de nueve salas temáticas:
- Sala I: El cultivo del centeno a través de las sucesivas fases de la preparación de la tierra, simiente, recogida del cereal ya maduro y la elaboración del pan de centeno. Muestra arados, carros, mallos y cabe destacar las arcas para conservar el grano, algunas excavadas en gruesos troncos de castaño, fechadas en siglo XVII.

- Sala II: el rodado. Muestra diferentes tipologías de la rueda del típico carro gallego, cuya construcción y fortaleza dependían del tipo de carro, de la carga a transportar y de las características del terreno por donde debía circular.

- Sala III: diversos materiales y útiles característicos de hasta 50 oficios rurales tradicionales diferentes.

- Sala IV: diferentes sistemas de cierre de las viviendas y otras construcciones anexas. Se muestra una completa colección de llaves y también un torno de un convento de clausura del siglo XVIII, así como cerraduras y rejas.

- Sala V: el telar, los encajes, los bolillos, y las fibras naturales utilizadas en la confección de ropa tradicional (lana, lino, algodón, seda) así como otros elementos menos usuales, como las plumas, junto con los útiles empleados para hacer el hilo y coser la ropa (roca, sarillos, etc.).

- Sala VI: el trabajo de la madera para la elaboración de objetos de uso doméstico (platos, etc.) y de aparatos y herramientas agrícolas, como yugos, tullas, maseras, trobos, calzado etc., con una amplia variedad de las herramientas usadas por fragüeros, carpinteros y zoqueros.

- Sala VII: aparatos utilizados en la iluminación anteriores a la luz eléctrica, en los distintos ámbitos domésticos, en las cuadras del ganado, en acceso á las viviendas, en el trabajo (candelabros, lámparas de carburo y otros objetos).

- Sala VIII: materiales relacionados con la fe religiosa  la superstición: ofrendas, exvotos, libros de oraciones etc., que reflejan el mundo de la vida  la muerte, la enfermedad y la curación.

- Sala IX: objetos, recetas, hierbas y materiales utilizados por los curanderos de la medicina popular.

La presentación y orientación del Museo es eminentemente didáctica, con un departamento específico dirigido a potenciar y dinamizar los trabajos etnográficos que organizan profesores y alumnos de diferentes colegios e institutos. Tiene también una biblioteca de consulta, especializada en antropología de Galicia y dispone, así mismo, de una sala multiusos en la que organiza exposiciones temporales.

## Galería de imágenes

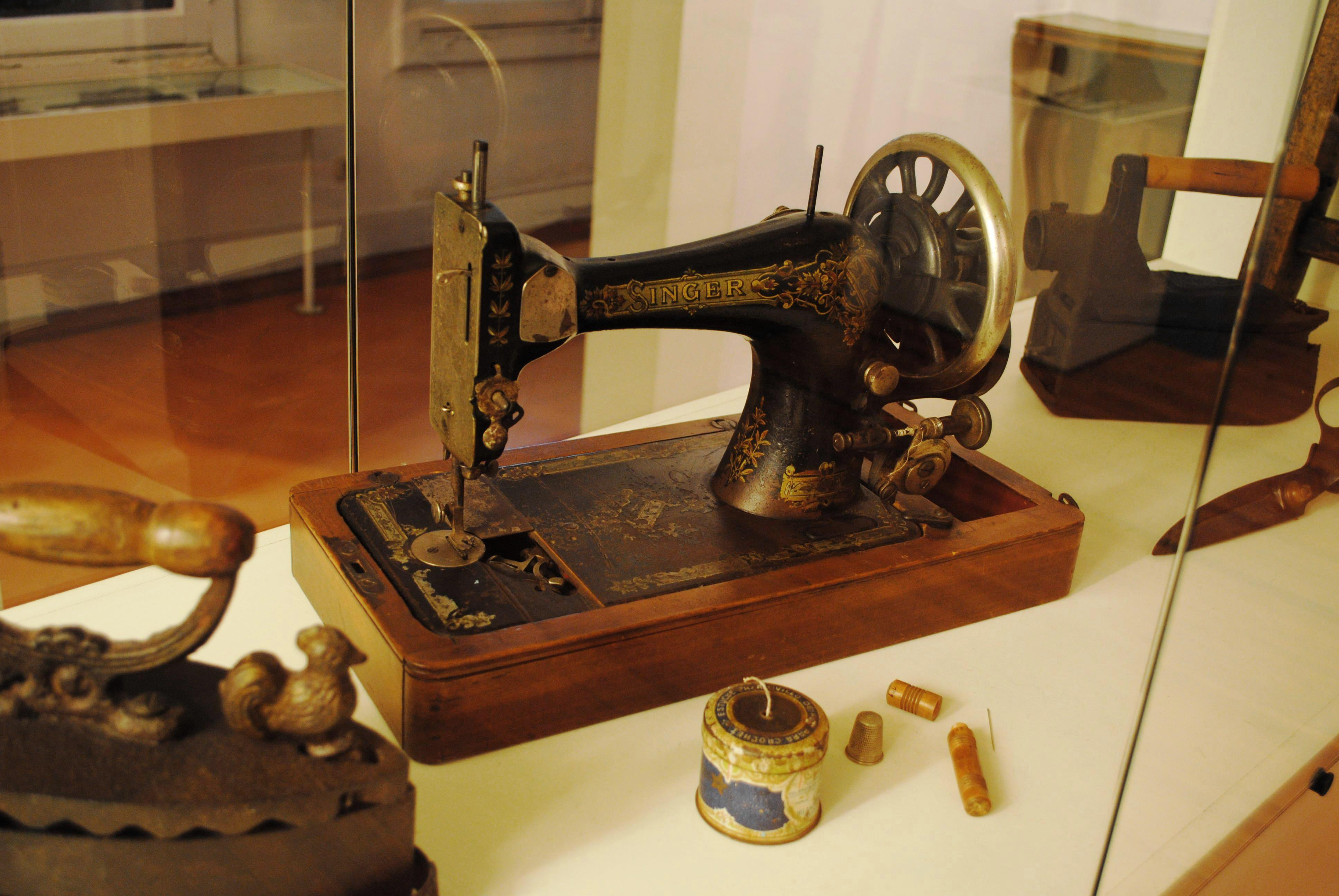
Simbología de los oficios.
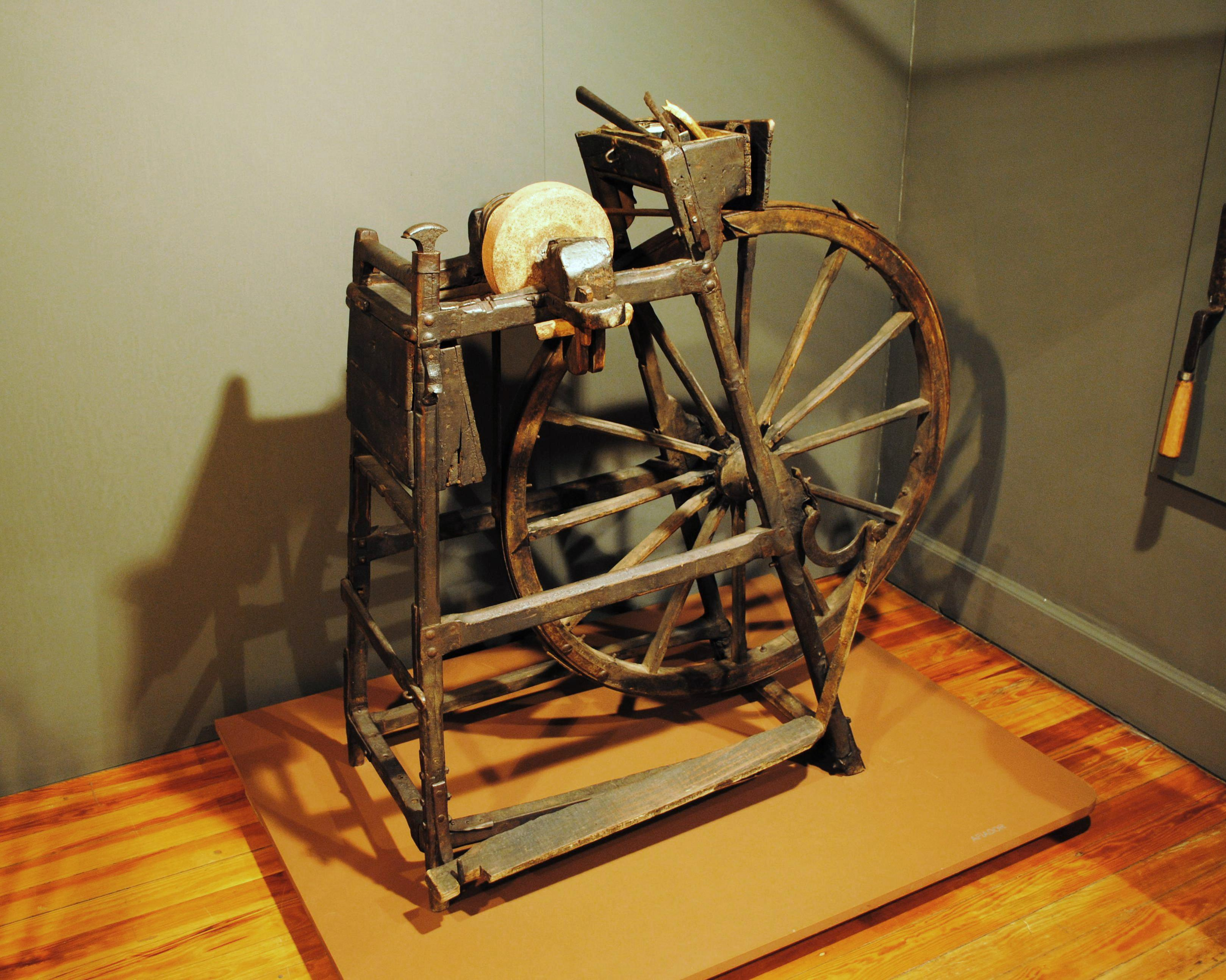
Máquina de afilador.
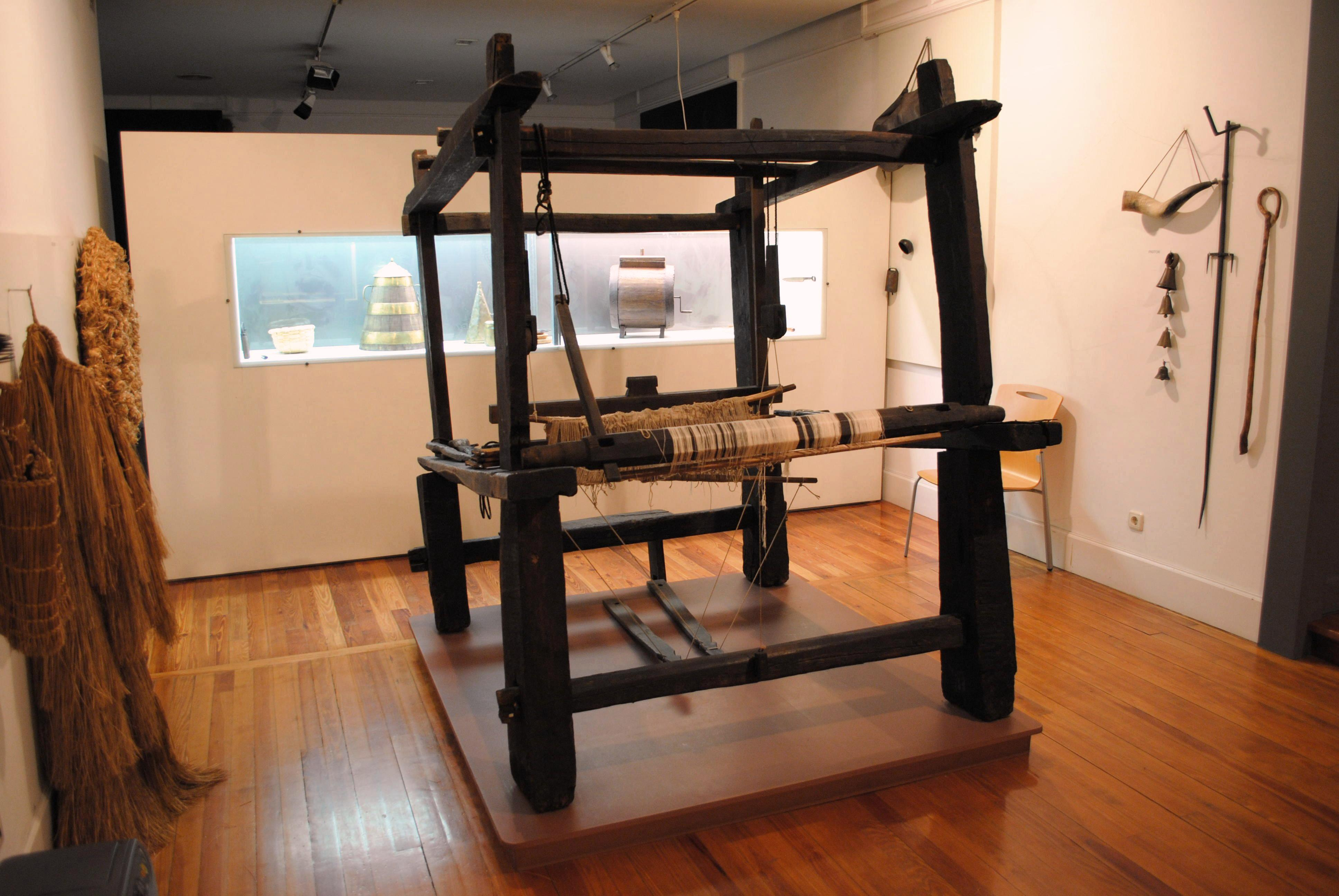
Telar.
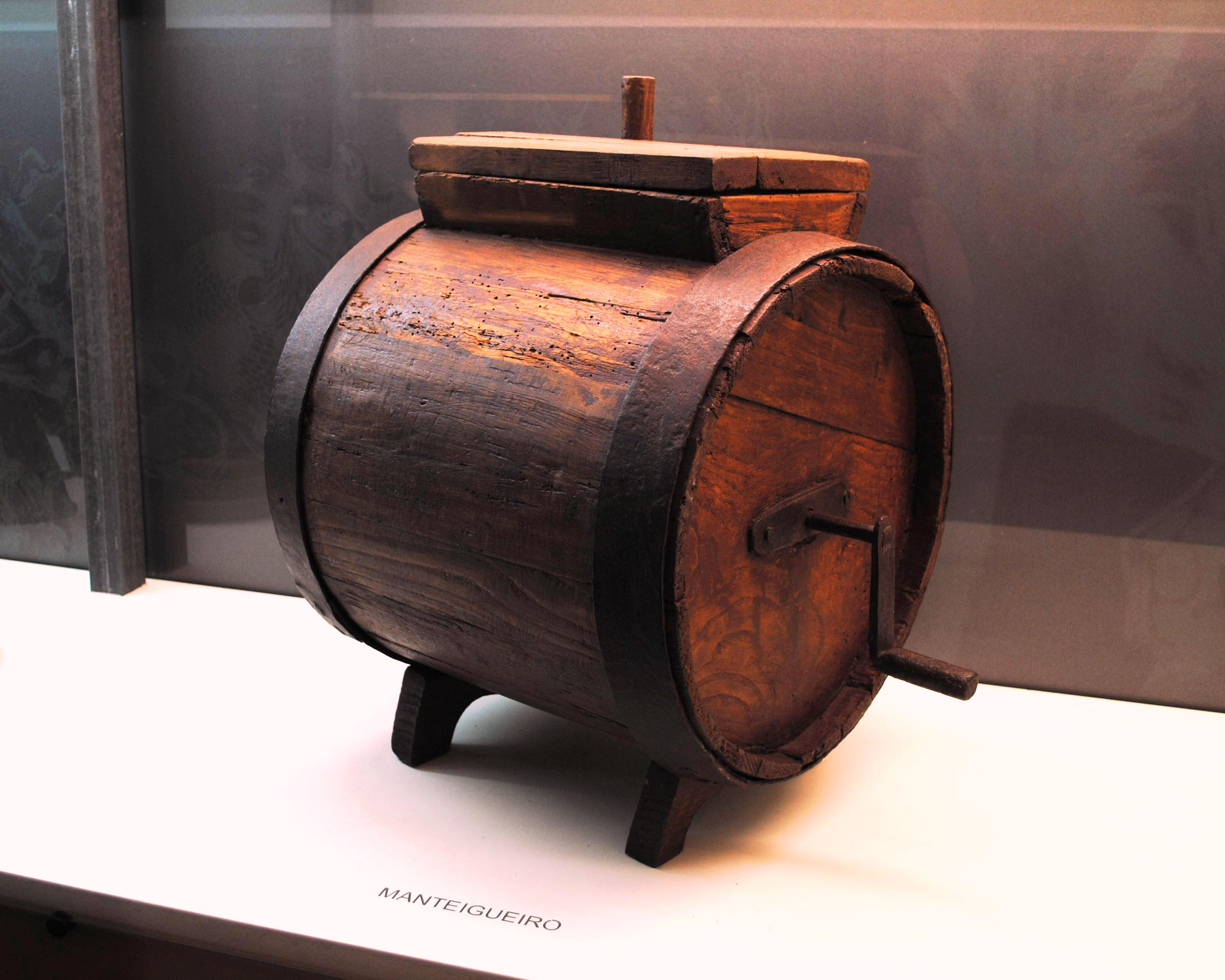
Mantequero.
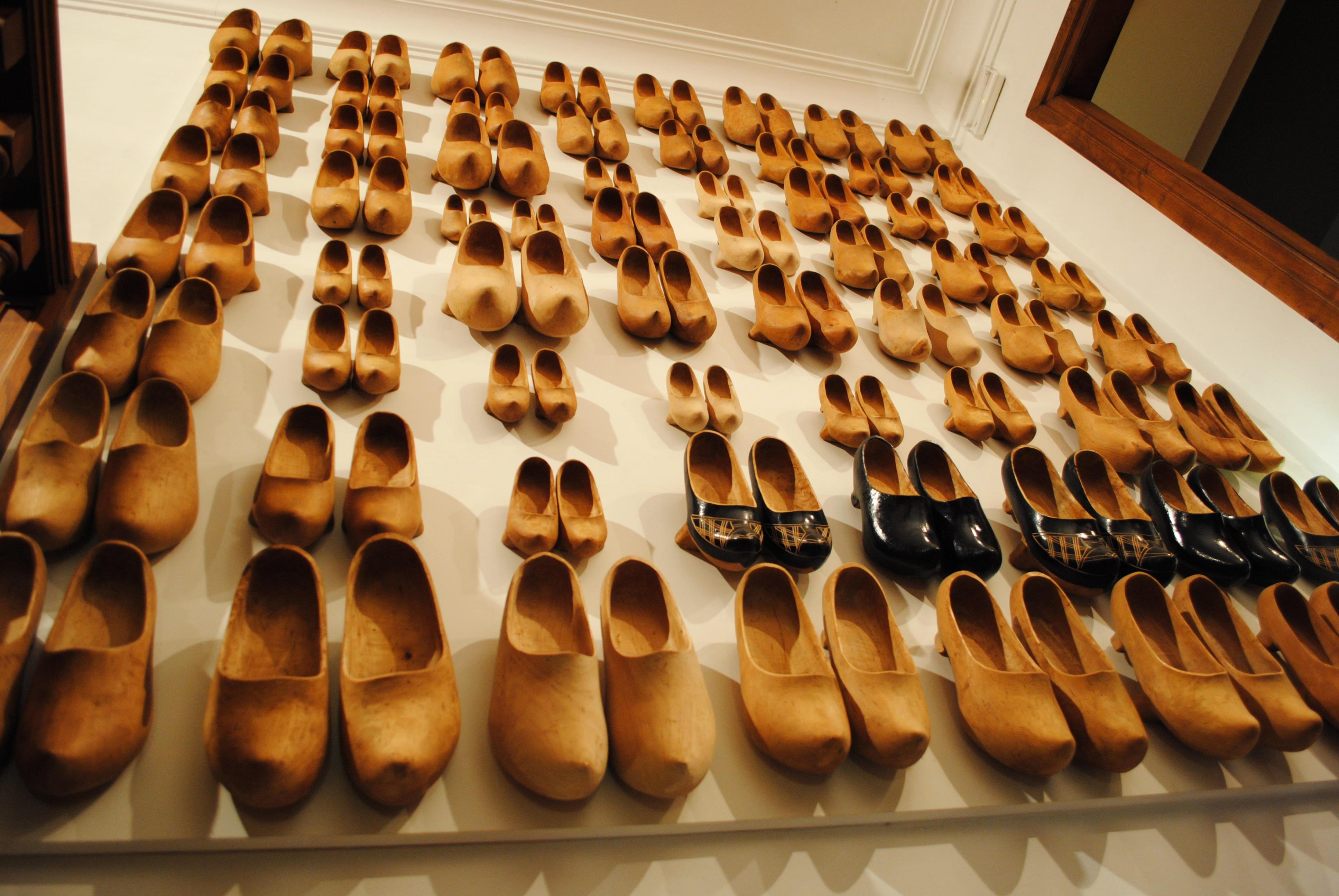
Zuecos.
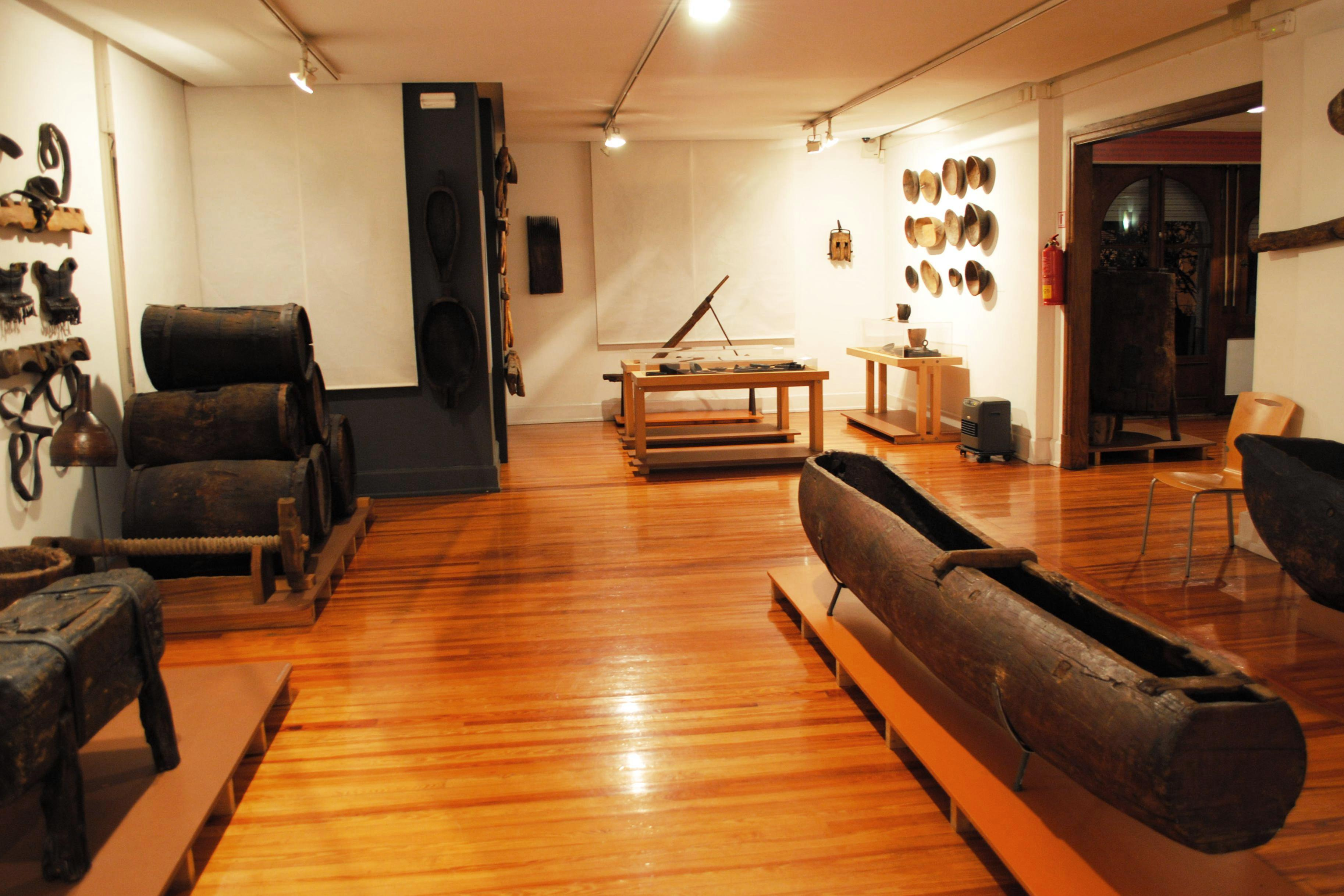
Madera escavada.
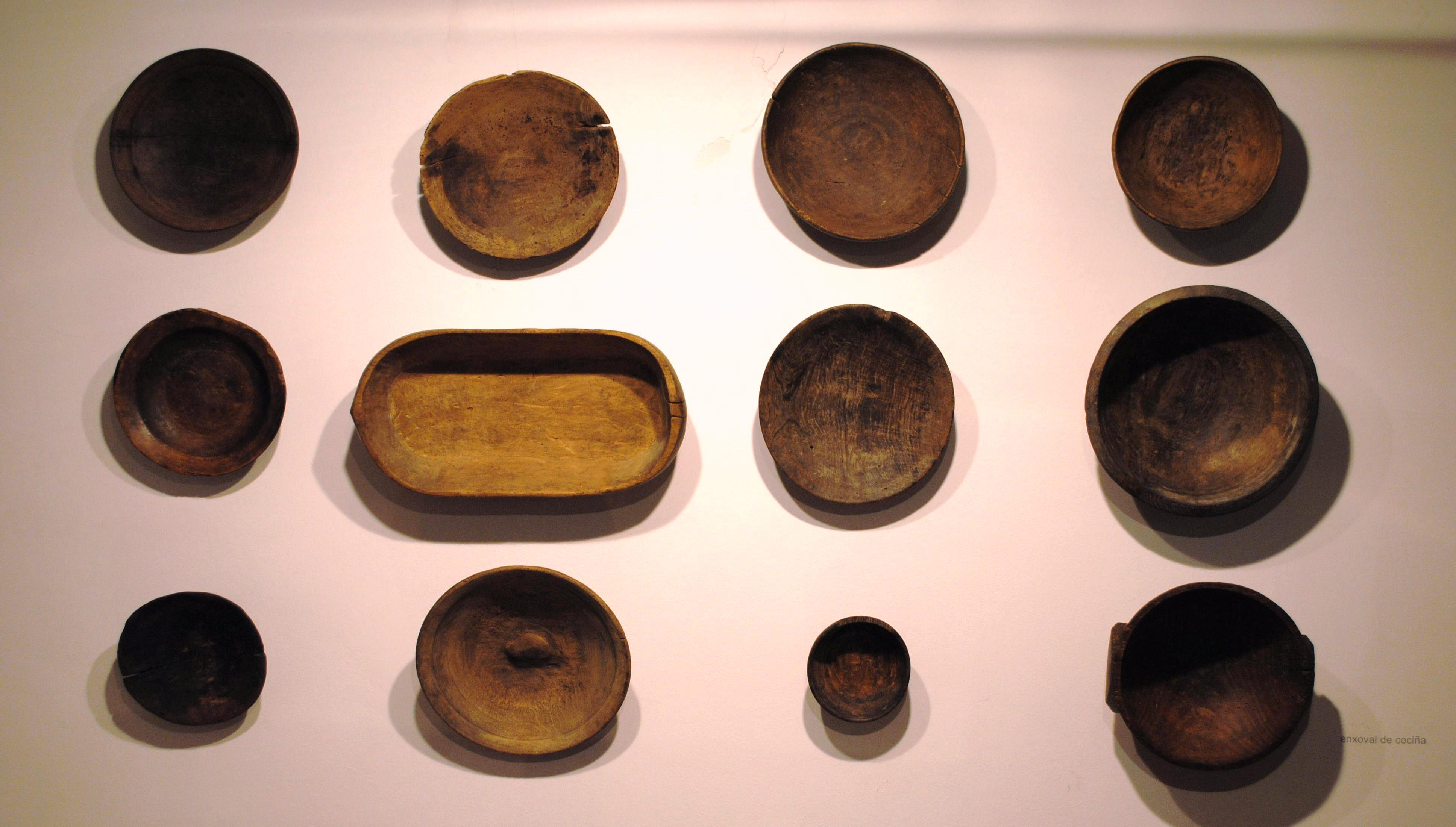
Enjoval de cocina.
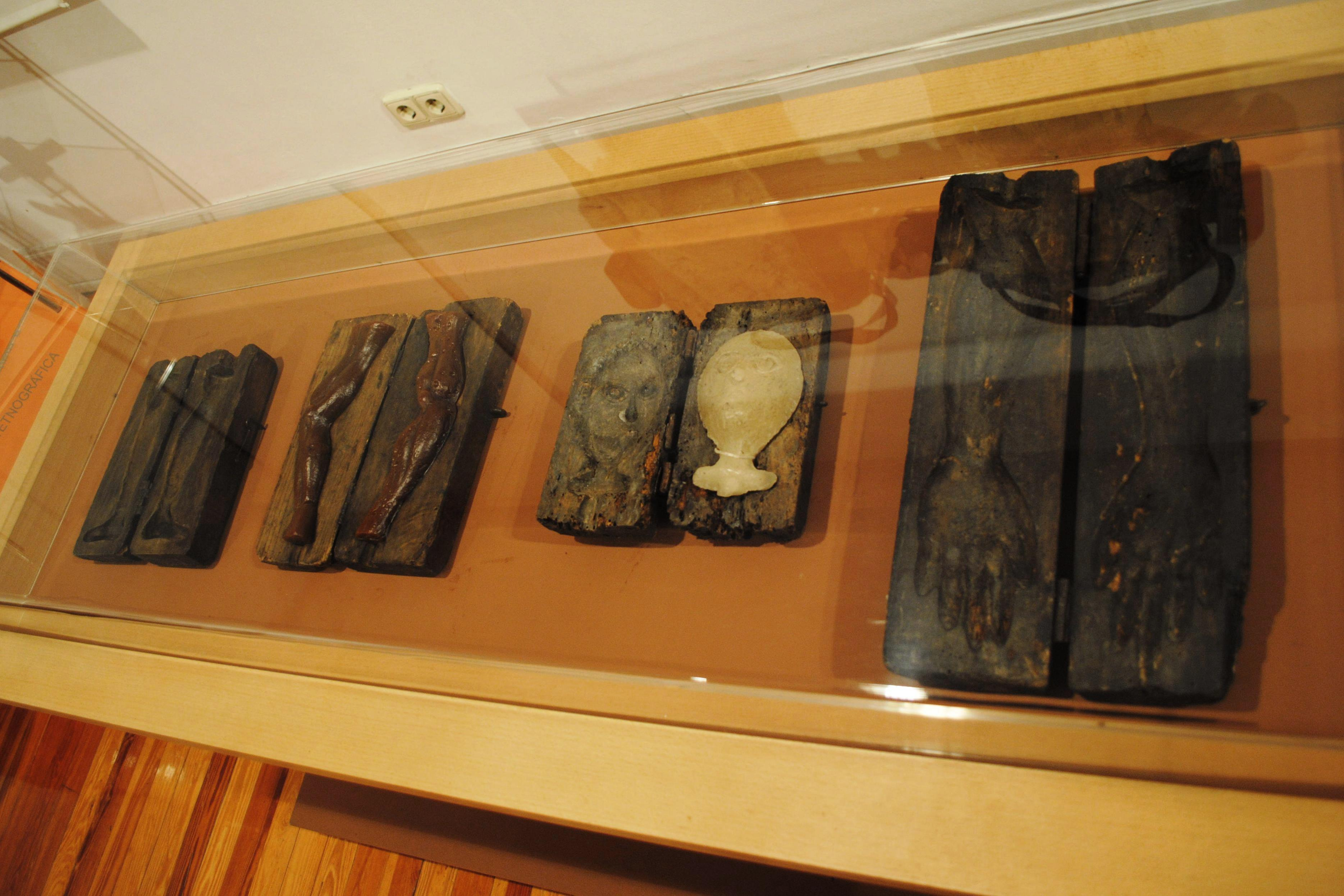
Moldes para hacer exvotos de cera.
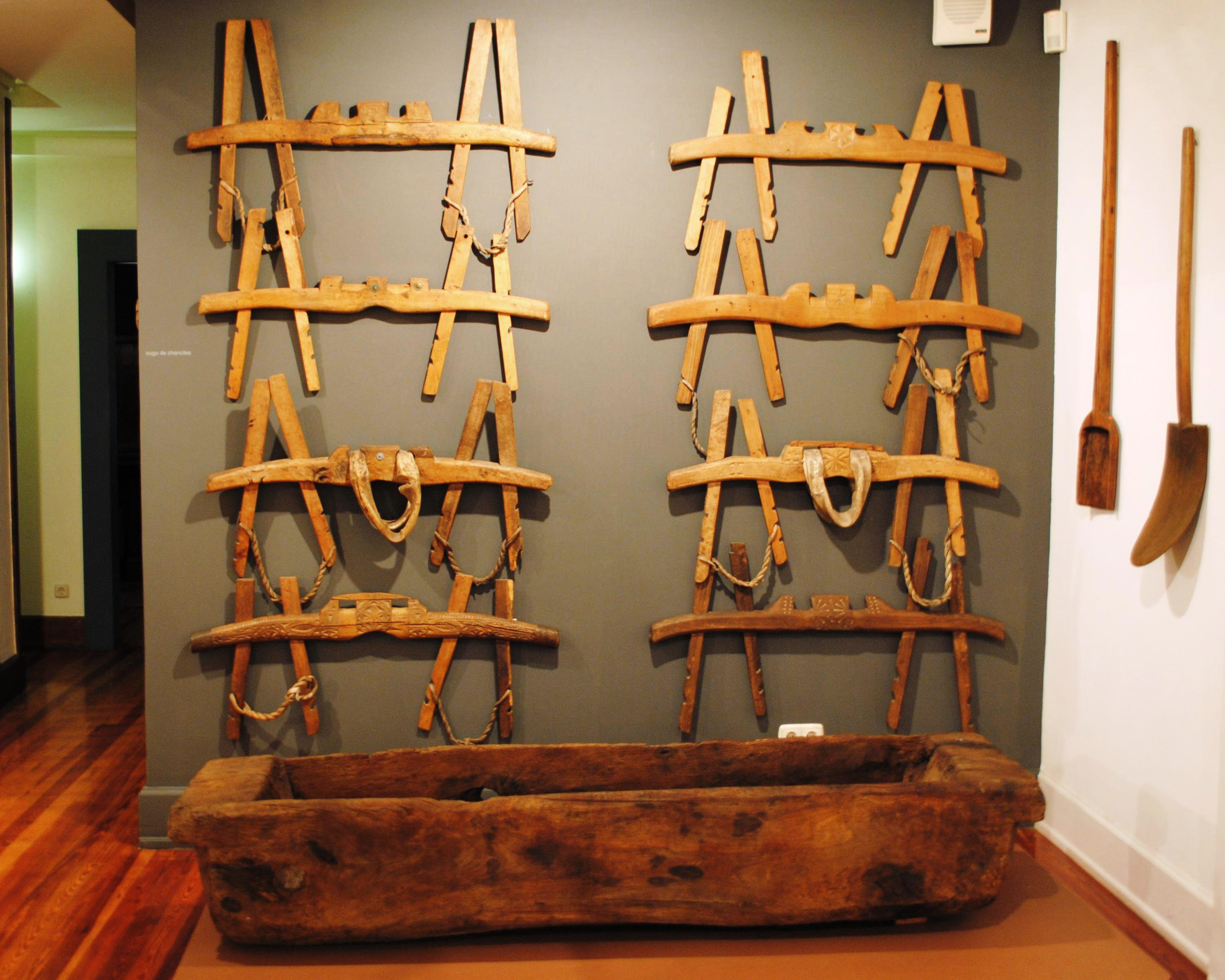
Útiles para el ganado.
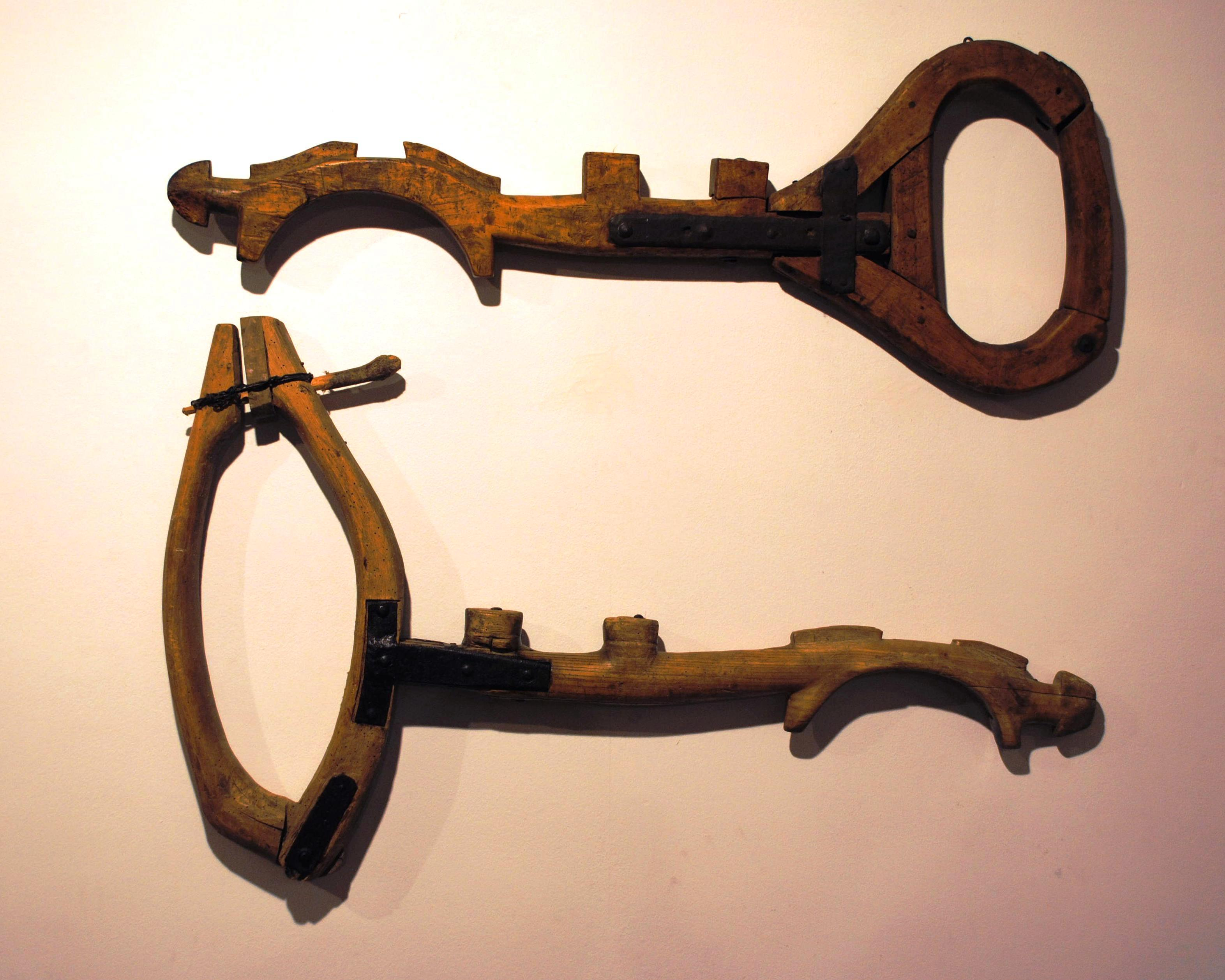
Yugos para ganado vacuno más un burro o mula.